# Hoplophorella mwali
Hoplophorella mwali är en kvalsterart som beskrevs av Sandór Mahunka 1994. Hoplophorella mwali ingår i släktet Hoplophorella och familjen Phthiracaridae. Inga underarter finns listade i Catalogue of Life.